# 100 Hekate

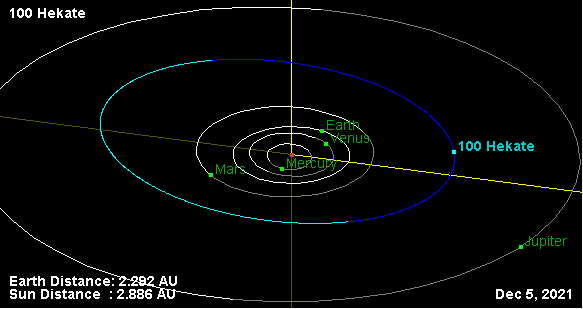
100 Hekate

100 Hekate eller 1955 QA är en asteroid upptäckt 11 juli 1868 av den kanadensisk-amerikanske astronomen James Craig Watson i Ann Arbor. 
Asteroiden har fått sitt namn efter Hekate, häxkonstens gudinna inom grekisk mytologi. Namnet är också associerat med det grekiska ordet för hundra: hekaton.
Den tillhör asteroidgruppen Hygiea.
En ockultation har observerats 2003.